# Lijst van kerken in Neder-Betuwe (gemeente)
De Nederlandse gemeente Neder-Betuwe heeft 15 kerken. Hieronder een overzicht.

## Dodewaard
| Adres          | Kerkgenootschap           | Naam                       | Coördinaten                  | Foto | Status                       | Bouwjaar  | Gesloten   | Gesloopt |
| -------------- | ------------------------- | -------------------------- | ---------------------------- | ---- | ---------------------------- | --------- | ---------- | -------- |
| Waalbandijk 58 | Nederlands Hervormde Kerk | Hervormde kerk (Dodewaard) | 51° 54' 21" NB, 5° 39' 7" OL |      | Rijksmonument 12933 en 12934 | 12e eeuw  |            |          |
| Waalbandijk 95 | Nederlands Hervormde Kerk | Hervormde kerk (Hien)      | 51° 54' 29" NB, 5° 40' 2" OL |      | Rijksmonument 12930 en 12931 | 1400/1842 | 31-12-2018 |          |

## Echteld
| Adres         | Kerkgenootschap           | Naam                     | Coördinaten                   | Foto | Status                       | Bouwjaar | Gesloten | Gesloopt |
| ------------- | ------------------------- | ------------------------ | ----------------------------- | ---- | ---------------------------- | -------- | -------- | -------- |
| Ooisestraat 1 | Nederlands Hervormde Kerk | Hervormde kerk (Echteld) | 51° 54' 32" NB, 5° 29' 58" OL |      | Rijksmonument 14267 en 14268 | 15e eeuw |          |          |

## IJzendoorn
| Adres          | Kerkgenootschap           | Naam          | Coördinaten                   | Foto | Status                       | Bouwjaar | Gesloten | Gesloopt |
| -------------- | ------------------------- | ------------- | ----------------------------- | ---- | ---------------------------- | -------- | -------- | -------- |
| Dorpsstraat 30 | Nederlands Hervormde Kerk | Catharinakerk | 51° 54' 21" NB, 5° 31' 56" OL |      | Rijksmonument 14280 en 14281 | 15e eeuw |          |          |

## Kesteren
| Adres                       | Kerkgenootschap           | Naam                      | Coördinaten                   | Foto | Status                       | Bouwjaar | Gesloten | Gesloopt |
| --------------------------- | ------------------------- | ------------------------- | ----------------------------- | ---- | ---------------------------- | -------- | -------- | -------- |
| Kerkstraat 2                | Nederlands Hervormde Kerk | Hervormde kerk (Kesteren) | 51° 56' 5" NB, 5° 34' 20" OL  |      | Rijksmonument 23651 en 23652 | 14e eeuw |          |          |
| Nedereindsestraat 30c       | PKN                       | de Voorhof                | 51° 55' 58" NB, 5° 34' 3" OL  |      |                              | 1982     |          |          |
| Overste J. M. Kolffstraat 1 | Hersteld Hervormde Kerk   | de Fontein                | 51° 55' 55" NB, 5° 34' 41" OL |      |                              | 2014     |          |          |

## Ochten
| Adres          | Kerkgenootschap                                                                         | Naam      | Coördinaten                   | Foto | Status | Bouwjaar | Gesloten | Gesloopt |
| -------------- | --------------------------------------------------------------------------------------- | --------- | ----------------------------- | ---- | ------ | -------- | -------- | -------- |
| De Molenhof 5  | 1956 Gereformeerde Gemeenten in Nederland 2015 Oud Gereformeerde Gemeenten in Nederland |           | 51° 54' 31" NB, 5° 33' 53" OL |      |        | 1956     |          |          |
| Het Katsland 2 | Gereformeerde Gemeenten in Nederland                                                    | Petrakerk | 51° 54' 37" NB, 5° 33' 48" OL |      |        | 2014     |          |          |
| Kerkstraat 1   | Nederlands Hervormde Kerk                                                               |           | 51° 54' 27" NB, 5° 33' 55" OL |      |        | 1952     |          |          |
| Waalbandijk 1  | Oud Gereformeerde Gemeenten in Nederland                                                |           | 51° 54' 23" NB, 5° 32' 31" OL |      |        | 1932     | 2016     |          |

## Opheusden
| Adres           | Kerkgenootschap                      | Naam                  | Coördinaten                   | Foto | Status                       | Bouwjaar | Gesloten | Gesloopt |
| --------------- | ------------------------------------ | --------------------- | ----------------------------- | ---- | ---------------------------- | -------- | -------- | -------- |
| Hamsestraat 2a  | Nederlands Hervormde Kerk            | Dorpskerk (Opheusden) | 51° 56' 2" NB, 5° 37' 38" OL  |      | Rijksmonument 23660 en 23659 | 14e eeuw |          |          |
| Jabbok 1        | Molukse Evangelische Kerk            | Pniel                 | 51° 55' 51" NB, 5° 38' 1" OL  |      |                              | 1992     |          |          |
| Kerklaan 1      | Gereformeerde Gemeenten in Nederland |                       | 51° 56' 3" NB, 5° 37' 59" OL  |      |                              | 1951     |          |          |
| Reigerstraat 13 | Gereformeerde Gemeenten              |                       | 51° 55' 56" NB, 5° 37' 48" OL |      |                              | 2016     |          |          |